# Open Air Gampel
L'Open Air de Gampel est un festival de musique qui se déroule chaque année au mois d'août à Gampel dans le canton du Valais en Suisse. Le festival accueille aujourd'hui plus de 100 000 spectateurs pendant 4 jours.

## Histoire
C'est à l'initiative du groupe haut valaisan Family Force et d'une entreprise locale, que la première mouture du festival voit le jour en 1986. Il ne dure alors qu'un jour et se déroule sur un terrain de sport. Le succès étant au rendez-vous[réf. nécessaire], une association est fondée en 1987 pour la deuxième édition. Celle-ci dure deux jours et se déroule sur un site plus adéquat. En 1990 le festival prend ses quartiers sur le site actuel[Lequel ?]. En 1991, les organisateurs décident de s'agrandir. Le festival déménage alors à Rarogne sur un terrain pouvant accueillir 30 000 personnes. Avec seulement 8 000 spectateurs, l'édition de 1991, qui s'étale pour la première fois sur trois jours, est un échec[réf. souhaitée]. À partir de 1992, le festival réintègre son site actuel[Lequel ?] et va peu à peu gagner en notoriété[réf. nécessaire], pour s'étendre sur 4 jours à partir de 2004.

## Fréquentation
- 1986 : 500 spectateurs
- 1987 : 3 000
- 1988 : 3 000
- 1991 : 8 000
- 1993 : Tête d'affiche : Inner Circle. 30 000 Spectateurs[3]
- 1995 : Tête d'affiche : Neil Young accompagné par les musiciens de Pearl Jam[4]
- 1999 : 30 000
- 2000 : 36 500
- 2001 : 43 300
- 2002 : 46 600
- 2003 : 54 000
- 2004 : 79 000
- 2005 : 76 500
- 2006 : 80 000
- 2013 : 86 400
- 2017 : 115 000[5]
- 2018 : 112 000[6]
- 2019 : 116 000[7]

## Budget
En 2007, le budget pour les artistes est compris entre 2000 et 1 million CHF.

## Éditions

### 2019
15-18 août

Quelques artistes : Ghostemane, Bonez MC & RAF Camora, Lo & Leduc (de), Alligatoah, Kygo, Yung Hurn, Loco Escrito (de), Royal Republic, Mini Mansions, Sunrise Avenue, Parkway Drive, KT Gorique, Stefanie Heinzmann, Sina